# Mariah Carey
Mariah Carey (født 27. marts 1969) er en amerikansk sangerinde, sangskriver og skuespillerinde.
Mariah Carey blev født i Huntington, Long Island, New York. Efter i sine teenageår at have sunget kor for bl.a. latino-stjernen Brenda K. Starr blev hun opdaget af musikmogulen Tommy Mottola, som hun senere var gift med i en årrække. Hun blev signet til CBS Records som 18-årig.
Hun debuterede i 1990 med singlen "Vision of Love" og albummet Mariah Carey, der begge blev nr. 1 på hitlisterne. Hun blev hurtigt berømt for sin vokal, som spænder over fem oktaver. Hendes stemme er blevet sammenlignet med Celine Dion og Whitney Houstons. I modsætning til disse sangerinder er Carey selv med til at skrive sine sange.
Blandt hendes mest berømte og succesfulde sange er "All I Want for Christmas Is You", "One Sweet Day", "We Belong Together" og "Touch My Body", som hun selv har skrevet.
Mariah Carey er en af de bedst sælgende kvindelige solokunstner nogensinde. Kun The Beatles overgår hende med hensyn til, hvor længe hun har haft hits liggende på førstepladsen på den amerikanske singlehitliste. I 2019 nåede All I Want for Christmas Is You topplaceringen på den amerikanske hitliste, for første gang, og markerede hendes 19. single til at opnå dette.
Hun har flere gange holdt koncert i Danmark. Hun debuterede på dansk grund ved i Tivoli i 2005, hvor hun tiltrak et publikum på omkring 30.000 gæster. Efter en lang pause fra koncerter i Europa, blev hendes første danske koncert i over et årti annonceret i 2015, som fandt sted ved Forum året efter. I 2018 besøgte hun Royal Arena i København som led i hendes 'All I Want for Christmas Is You’-verdensturné og det efterfølgende år spillede hun ved Aalborghallen som led i hendes Caution-turné.

## Diskografi
- Mariah Carey (1990)
- Emotions (1991)
- Music Box (1993)
- Merry Christmas (1994)
- Daydream (1995)
- Butterfly (1997)
- Rainbow (1999)
- Glitter (2001)
- Charmbracelet (2002)
- The Emancipation of Mimi (2005)
- E=MC² (2008)
- Memoirs of an Imperfect Angel (2009)
- Merry Christmas II You (2010)
- Me. I Am Mariah... The Elusive Chanteuse (2014)
- Caution (2018)
- Merry Christmas: Deluxe Anniversary Edition (2019)

## Skuespil
Mariah Careys første filmrolle var i The Bachelor overfor Renée Zellweger. Hun debuterede senere som hovedrolleindehaver i det musikalske drama Glitter, her til udarbejdede hun også filmens soundtrack. Filmen blev mødt med negativ kritik fra anmelderene og havde et underpræsterede billetsalg. I 2009 fik Carey endelig succes med skuespil, da hun medvirkede i Lee Daniels drama Precious som modtog seks Oscar-nomineringer, heriblandt i kategorien Bedste Film.

### Filmografi
- The Bachelor (1999)
- Glitter (2001)
- WiseGirls (2002)
- Death of a Dynasty (2003)
- State Property 2 (2005)
- Tennessee (2008)
- You Don't Mess with the Zohan (2008)
- Precious (2009)
- The Butler (2013)
- A Christmas Melody (2015)
- Popstar: Never Stop Never Stopping (2016)
- The Keys of Christmas (2016)
- The Lego Batman Movie (2017)
- Girls Trip (2017)
- The Star (2017)
- All I Want for Christmas Is You (2017)

## Privat
Mariah Carey blev den 30. april 2008 gift igen med Wild'n'out-stjernen Nick Cannon efter at have kendt ham i to måneder. De blev gift på Bahamas.